# ۱۱۹۵ (میلادی)
۱۱۹۵ (میلادی) هزار و صد و نود و پنجمین سال تقویم میلادی است.

## درگذشتگان
‎